# Универзитет Доња Горица
Универзитет Доња Горица (скраћено УДГ) је приватни универзитет у Подгорици. Основан је 2007. године као други приватни универзитет у Црној Гори. Године 2022. ступио је у стратешко партнерство са Државним универзитетом Аризоне.

## Организација
Универзитет Доња Горица организован је у 12 факултета:
- Факултет за међународну економију, финансије и бизнис
- Факултет за културу и туризам
- Факултет за информационе системе и технологије
- Политехника
- Факултет правних наука
- Хуманистичке студије
- Факултет умјетности
- Факултет за прехрамбрену технологију, безбједност хране и екологију
- Факултет за спортски менаџмент
- Факултет за дизајн и мултимедију
- Филолошки факултет
- Факултет примијењене науке

У оквиру УДГ-а такође функционишу Центар за стране језике, Институт за предузетништво и економски развој и Институт за стратешке студије и прогнозе.

## Капацитети
УДГ посједује кампус на преко 16,000 m2, а наставу изводи око 300 професора и сарадника. Универзитет нуди 40 студијских програма на којима студира преко 3.000 студената. Посебан акценат универзитет ставља на мобилности наставника и студената, праксу и спортске активности као саставни дио студија, те Предузетничко гнијездо које представља подршку студентима у развоју бизнис идеја.